# Santa Maria Madre della Misericordia
Santa Maria Madre della Misericordia ist eine Pfarrkirche im römischen Quartier Prenestino-Labicano an der Via dei Gordiani. Die Kirche ist der Heiligen Maria, der Mutter der Barmherzigkeit geweiht.

## Geschichte
1937 wurde ein Vikariat aus der Pfarrei Santi Marcellino e Pietro ad Duas Lauros errichtet und am 15. Juli 1952 wurde die Pfarrei mit einem Dekret von Kardinalvikar Clemente Micara gegründet. Die Seelsorge übernahmen zuerst die Arme Diener der Göttlichen Vorsehung und danach der weltliche Klerus.
Am 1. Mai 1983 wurde die Pfarrei von Papst Johannes Paul II. besucht.

## Aussicht
Sie wurde in der Mitte des 20. Jahrhunderts vom Architekten Tullio Rossi entworfen. Die äußere Fassade erinnert an eine Hütte mit Ziegeldach. Der Grundriss ist rechteckig.